# Корбутяк Василь Юлійович
Васи́ль Ю́лійович Корбутя́к (Юрійович) (27 листопада 1883, с. Балинці (нині село Снятинського району Івано-Франківської області) — 3 листопада 1937, розстрільний полігон НКВД СРСР в урочищі Сандармох) — український політичний діяч лівого спрямування, учасник революційного руху в Західній Україні.
Жертва сталінського терору.

## Життєпис
Народився в бідній селянській родині. Закінчивши сільську школу, виїхав на заробітки до Північної Америки. З 1912 р. працював у Канаді й США, де брав участь у робітничому русі, з 1916 р. — член Української федерації Соціалістичної партії США.
Повернувся з-за кордону 1920 р. й долучився до комуністичного руху. Був делегатом від Коломиї 1-го з'їзду Комуністичної партії Східної Галичини у Львові (1921). Очолив Коломийський окружком КПЗУ (1923), був організатором виступу селян у містечку Заболотів (1924) під гаслами возз'єднання Західної України з УСРР. Поліція жорстоко придушила першотравневу Заболотівську демонстрацію, вбивши 7 і поранивши 50 її учасників. На 2-му з'їзді КПЗУ 1925 р. в Москві відстоював лінію на приєднання західноукраїнських земель до УСРР, був обраний членом ЦК КПЗУ. Зазнав гонінь польської влади, 1930 р. виїхав до УСРР.
До арешту працював завідувачем агрохімічної бази НДІ хімії, проживав у м. Чугуїв Харківської області. Репресований у справі «Української військової організації». Судова трійка при Колегії ГПУ УСРР 10 листопада 1933 р. за ст. 54-11 КК УСРР присудила Корбутяку В. Ю. 5 років виправно-трудових таборів. Відбував покарання на Соловецьких островах. Постановою окремої трійки Управління НКВД СРСР по Ленінградській області від 9 жовтня 1937 року дістав найвищу кару (розстріл). Вивезений із Соловків з великим етапом в'язнів Соловецької тюрми і страчений 3 листопада 1937 р. в урочищі Сандармох поблизу селища Медвежа Гора (нині м. Медвеж'єгорськ, Республіка Карелія, РФ).
Реабілітований Військовим трибуналом Київського військового округу 18 лютого 1959 р. (за іншими даними також — 1956 р.).